# Giovanni Guglielmo di Sassonia-Coburgo-Saalfeld
Giovanni Guglielmo di Sassonia-Coburgo-Saalfeld (Coburgo, 11 maggio 1726 – Hohenfriedberg, 4 giugno 1745) fu un principe e militare della Sassonia-Coburgo-Saalfeld.

## Biografia

### Infanzia
Era figlio del duca Francesco Giosea di Sassonia-Coburgo-Saalfeld e Anna Sofia di Schwarzburg-Rudolstadt.

### Carriera militare
Essendo figlio cadetto del Duca, quindi non destinato ad ereditare il ducato alla morte del padre, venne destinato assieme ai fratelli minori Cristiano Francesco e Federico Giosia alla carriera militare.
Entrò a servizio dell'Elettorato di Sassonia per poi ottenere nel 1744 la nomina a tenente colonnello nel reggimento di fanteria di Brühl. Prese così parte attiva alla seconda guerra di Slesia.

### Morte
Durante la Battaglia di Hohenfriedberg, cadde ferito a morte ed il corpo venne ritrovato soltanto dopo intense ricerche.

## Ascendenza
|                                                 |                                           |                                           | Genitori                               |  |  | Nonni |  |  | Bisnonni                              |  |  | Trisnonni                      |  |
|                                                 |                                           |                                           |                                        |  |  |       |  |  | Ernesto I di Sassonia-Gotha-Altenburg |  |  | Giovanni II di Sassonia-Weimar |  |
|                                                 |                                           |                                           |                                        |  |  |       |  |  | Ernesto I di Sassonia-Gotha-Altenburg |  |  | Giovanni II di Sassonia-Weimar |  |
|                                                 |                                           | Dorotea Maria di Anhalt                   |                                        |  |  |       |  |  | Ernesto I di Sassonia-Gotha-Altenburg |  |  |                                |  |
| Giovanni Ernesto di Sassonia-Coburgo-Saalfeld   |                                           |                                           |                                        |  |  |       |  |  | Ernesto I di Sassonia-Gotha-Altenburg |  |  |                                |  |
|                                                 |                                           | Elisabetta Sofia di Sassonia-Altenburg    | Giovanni Filippo di Sassonia-Altenburg |  |  |       |  |  |                                       |  |  |                                |  |
|                                                 |                                           | Elisabetta Sofia di Sassonia-Altenburg    | Giovanni Filippo di Sassonia-Altenburg |  |  |       |  |  |                                       |  |  |                                |  |
|                                                 |                                           | Elisabetta Sofia di Sassonia-Altenburg    | Elisabetta di Brunswick-Wolfenbüttel   |  |  |       |  |  |                                       |  |  |                                |  |
| Francesco Giosea di Sassonia-Coburgo-Saalfeld   |                                           | Elisabetta Sofia di Sassonia-Altenburg    |                                        |  |  |       |  |  |                                       |  |  |                                |  |
|                                                 |                                           | Giosia II di Waldeck-Wildungen            | Filippo VII di Waldeck-Wildungen       |  |  |       |  |  |                                       |  |  |                                |  |
|                                                 |                                           | Giosia II di Waldeck-Wildungen            | Filippo VII di Waldeck-Wildungen       |  |  |       |  |  |                                       |  |  |                                |  |
|                                                 |                                           | Giosia II di Waldeck-Wildungen            | Anna Caterina di Sayn-Wittgenstein     |  |  |       |  |  |                                       |  |  |                                |  |
| Carlotta Giovanna di Waldeck-Wildungen          |                                           | Giosia II di Waldeck-Wildungen            |                                        |  |  |       |  |  |                                       |  |  |                                |  |
|                                                 |                                           | Guglielmina Cristina di Nassau-Siegen     | Guglielmo di Nassau-Hilchenbach        |  |  |       |  |  |                                       |  |  |                                |  |
|                                                 |                                           | Guglielmina Cristina di Nassau-Siegen     | Guglielmo di Nassau-Hilchenbach        |  |  |       |  |  |                                       |  |  |                                |  |
|                                                 |                                           | Guglielmina Cristina di Nassau-Siegen     | Cristina di Erbach                     |  |  |       |  |  |                                       |  |  |                                |  |
| Giovanni Guglielmo di Sassonia-Coburgo-Saalfeld |                                           | Guglielmina Cristina di Nassau-Siegen     |                                        |  |  |       |  |  |                                       |  |  |                                |  |
|                                                 | Alberto Antonio di Schwarzburg-Rudolstadt | Luigi Günther I di Schwarzburg-Rudolstadt |                                        |  |  |       |  |  |                                       |  |  |                                |  |
|                                                 | Alberto Antonio di Schwarzburg-Rudolstadt | Luigi Günther I di Schwarzburg-Rudolstadt |                                        |  |  |       |  |  |                                       |  |  |                                |  |
|                                                 | Alberto Antonio di Schwarzburg-Rudolstadt | Emilia di Oldenburg                       |                                        |  |  |       |  |  |                                       |  |  |                                |  |
| Luigi Federico I di Schwarzburg-Rudolstadt      | Alberto Antonio di Schwarzburg-Rudolstadt |                                           |                                        |  |  |       |  |  |                                       |  |  |                                |  |
|                                                 |                                           | Emilia Giuliana di Barby-Mühlingen        | Alberto Federico di Barby-Mühlingen    |  |  |       |  |  |                                       |  |  |                                |  |
|                                                 |                                           | Emilia Giuliana di Barby-Mühlingen        | Alberto Federico di Barby-Mühlingen    |  |  |       |  |  |                                       |  |  |                                |  |
|                                                 |                                           | Emilia Giuliana di Barby-Mühlingen        | Sofia Ursula di Oldenburg-Delmenhorst  |  |  |       |  |  |                                       |  |  |                                |  |
| Anna Sofia di Schwarzburg-Rudolstadt            |                                           | Emilia Giuliana di Barby-Mühlingen        |                                        |  |  |       |  |  |                                       |  |  |                                |  |
|                                                 |                                           | Federico I di Sassonia-Gotha-Altenburg    | Ernesto I di Sassonia-Gotha-Altenburg  |  |  |       |  |  |                                       |  |  |                                |  |
|                                                 |                                           | Federico I di Sassonia-Gotha-Altenburg    | Ernesto I di Sassonia-Gotha-Altenburg  |  |  |       |  |  |                                       |  |  |                                |  |
|                                                 |                                           | Federico I di Sassonia-Gotha-Altenburg    | Elisabetta Sofia di Sassonia-Altenburg |  |  |       |  |  |                                       |  |  |                                |  |
| Anna Sofia di Sassonia-Gotha-Altenburg          |                                           | Federico I di Sassonia-Gotha-Altenburg    |                                        |  |  |       |  |  |                                       |  |  |                                |  |
|                                                 |                                           | Maddalena Sibilla di Sassonia-Weissenfels | Augusto di Sassonia-Weissenfels        |  |  |       |  |  |                                       |  |  |                                |  |
|                                                 |                                           | Maddalena Sibilla di Sassonia-Weissenfels | Augusto di Sassonia-Weissenfels        |  |  |       |  |  |                                       |  |  |                                |  |
|                                                 |                                           | Maddalena Sibilla di Sassonia-Weissenfels | Anna Maria di Meclemburgo-Schwerin     |  |  |       |  |  |                                       |  |  |                                |  |
|                                                 |                                           | Maddalena Sibilla di Sassonia-Weissenfels |                                        |  |  |       |  |  |                                       |  |  |                                |  |